# Степиньш, Атис
Атис Степиньш (латыш. Atis Stepiņš; 19 мая 1958 — 20 октября 2013) — латвийский органист и композитор.

## Биография
Сын археолога и виолончелистки. Окончил Латвийскую консерваторию (1982) по классам органа (Петерис Сиполниекс) и фортепиано (Константин Блументаль); в дальнейшем окончил также класс композиции Адольфа Скулте. C 1988 г. преподавал там же. Стажировался в Летней академии органистов в Хаарлеме, в том числе под руководством Пита Кее. В 1990 г. получил вторую премию на международном конкурсе органистов имени Винченцо Петрали в Рагузе.
С 1990 г. был органистом рижской Церкви святого Павла. Гастролировал в России, Литве, Эстонии, Украине, Швеции, Норвегии, Польше, Германии, Франции, Швейцарии, США и Канаде. Записал два альбома из произведений И. С. Баха на органе Рижского Домского собора, принимал участие в записи серии дисков «Исторические органы Латвии».
Автор многочисленных сочинений для органа, в том числе в ансамбле (с саксофоном, ударными, скрипкой и др.).